# Welshe regering
De Welshe regering (Engels: Welsh Government, Welsh: Llywodraeth Cymru) is de regering van Wales. De regering werd de Welshe uitvoerende macht sinds 12 mei 1999 na het referendum van 1997 over de Welshe devolutie. De verantwoordelijkheid voor de besluitvorming en het binnenlands beleid in het land omvat onder meer de economie, het onderwijs, de gezondheidszorg, justitie en het rechtssysteem, plattelandszaken, huisvesting, het kroondomein, het milieu, de brandweer, gelijke kansen, het transportnetwerk en belastingen.
De Welshe regering bestaat uit de Welshe ministers, wat wordt gebruikt om hun collectieve juridische functies te beschrijven. De Welshe regering is verantwoording verschuldigd aan het Parlement van Wales, de Senedd, dat ook is opgericht bij de Government of Wales Act 1998, waarbij de eerste minister door de monarch wordt benoemd op voorstel van het parlement. De verantwoordelijkheden van het Welsh Parlement vallen onder aangelegenheden die niet wettelijk zijn voorbehouden aan het parlement van het Verenigd Koninkrijk.
De Welshe regering zetelt in de Crown Buildings wat van bij de oprichting ook de residentie was van de Welsh Office, een in april 1965 gecreëerd departement van de regering van het Verenigd Koninkrijk dat in 1999 door de Welsh Government werd vervangen. De Welsh Office stond onder de supervisie van de Secretary of State for Wales, een functie die tot heden nog steeds bestaat in de Britse regering. Na het referendum van 1997 over de devolutie werden wel veel van de functies van de Secretary of State for Wales overgedragen aan de Welshe ministers, die verantwoording verschuldigd waren aan een gedecentraliseerd Welsh parlement.

## Geschiedenis
De National Assembly for Wales werd opgericht door de Government of Wales Act 1998, die volgde op een referendum in 1997. Zoals aanvankelijk vastgesteld, had de regering van Wales geen onafhankelijke uitvoerende bevoegdheden in de wet (in tegenstelling tot bijvoorbeeld de Schotse ministers en de Britse ministers). De uitvoerende macht in Wales, fungeerde initieel als een commissie van de vergadering, en had alleen die bevoegdheden die het Welsh parlement als geheel stemde om te delegeren aan ministers. In 1999 was de leider van deze commissie Alun Michael, met als titel de First Secretary. Zijn opvolger in 2000, Rhodri Morgan, kreeg wel de titel van Eerste Minister.
De Government of Wales Act 2006 scheidde formeel de National Assembly for Wales en de regering van Wales, waardoor de ministers van Wales een onafhankelijke uitvoerende macht kregen, die van kracht werd na de verkiezingen van mei 2007. Sinds mei 2007 oefenen de ministers van Wales hun eigen functies uit en werd Rhodri Morgan, nog in functie, de werkelijke regeringsleider van de Welshe regering. Hij werd in 2009 opgevolgd door Carwyn Jones die negen jaar in functie bleef. Van december 2018 tot maart 2024 leidde Mark Drakeford de Welshe regering, waarna Vaughan Gething de fakkel overnam. Hij is, zoals al zijn voorgangers sinds 1999, een politicus van de Welsh Labour, een autonome afdeling van de Britse Labour Party.
Welsh Labour maakte onafgebroken deel uit van de Welsh Government, waarbij ze soms als minderheidsregering actief waren, of soms in coalitie, van 2000 tot 2003 met de Welsh Liberal Democrats, van 2007 tot 2011 met Plaid Cymru, en van 2016 tot 2021 terug met de Welsh Liberal Democrats.